# Scherenbostel
Scherenbostel ist ein Ortsteil der Gemeinde Wedemark in der niedersächsischen Region Hannover.

## Geografie
Scherenbostel liegt westlich von Bissendorf und südlich von Mellendorf. Die Fläche des Ortsteiles umfasst gemeinsam mit der von Schlage-Ickhorst und Wiechendorf rund 1559 Hektar.

## Geschichte
Scherenbostel wurde im Schatzregister von 1438 als „Scherenborstell“ erwähnt. Der Ortsteil Schlage-Ickhorst bildete früher die lüneburgisch-hannoversche Grenze. Hier befand sich auch das alte Zollhaus, durch das bis 1833 Zoll erhoben wurde. Die Station wurde 1966 abgerissen.
Im Zuge der Gebietsreform in Niedersachsen, die am 1. März 1974 stattfand, wurde die zuvor selbständige Gemeinde Scherenbostel in die neue Gemeinde Wedemark eingegliedert.

## Politik

### Ortsrat
Der Ortsrat von Scherenbostel (mit Schlage-Ickhorst und Wiechendorf) setzt sich aus fünf Ratsherren folgender Parteien zusammen:
- CDU: 2 Sitze
- SPD: 1 Sitz
- FDP: 1 Sitz
- Grüne: 1 Sitz

(Stand: Kommunalwahl 12. September 2021)

### Ortsbürgermeister
Der Ortsbürgermeister ist Jürgen Engelhardt (CDU). Seine Stellvertreterin ist Petra Schlüter (CDU).

### Wappen
Der Entwurf des Kommunalwappens von Scherenbostel stammt von dem Heraldiker und Wappenmaler Gustav Völker, der zahlreiche Wappen in der Region Hannover erschaffen hat. Die Genehmigung des Wappens wurde durch den Regierungspräsidenten in Lüneburg am 18. Juni 1970 erteilt.
| Wappen von Scherenbostel | Blasonierung: „In Rot über einem silbernen Balken eine aufgerichtete Pflugschar, begleitet rechts von einem goldenen Eichenblatt mit zwei Eicheln, links von einer goldenen Ähre mit zwei Blättern. Im Schildfuß eine silberne Wolfsangel.“ |
| Wappen von Scherenbostel | Wappenbegründung: Die drei oberen Symbole sollen darstellen, dass die heutige Gemeinde Scherenbostel aus den Orten Scherenbostel, Schlage-Ickhorst und Wiechendorf hervorgegangen ist. Das Eichenblatt will darauf hinweisen, dass in Wiechendorf nahezu alle Höfe von Eichen umgeben sind. Aus der Pflugschar leitet der Ort Scherenbostel seinen Namen her. Die goldene Ähre soll den ländlichen Charakter des Ortsteiles Schlage-Ickhorst darstellen. Der silberne Balken will daran erinnern, dass durch die Gemeinde von altersher eine Handelsstraße von Norden nach Süden führt, die schon in früheren Jahrhunderten von Bedeutung war und diese heute als Bundesstraße immer noch hat. Die silberne Wolfsangel bringt die Verbundenheit der Gemeinde mit dem Landkreis Burgdorf zum Ausdruck. |

## Kultur und Sehenswürdigkeiten
Baudenkmale
- Siehe auch:
  - Liste der Baudenkmale in Ickhorst
  - Liste der Baudenkmale in Wiechendorf